# ケンコー産業
ケンコー産業株式会社（ケンコーさんぎょう）は、医薬品・一般用医薬品・医療機器の卸売を中心とする日本の企業であった。現在はメディセオ・パルタックホールディングスグループの一社エバルスである。医薬品の卸売手。地盤の広島では首位。年商300億円を越える総合医薬品卸業者であった。

## 概要
- 本社は広島県広島市東区矢賀6-145-1
- 社長・小林昭二　専務・堂面祝雄・西崎増雄・山下卓郎

## 大株主
- 浅田直吉（浅田直吉商店・三誠薬品）
- 武田薬品
- 寺西正一（タイコー医薬・寺西薬品）
- 堂面祝雄（堂面薬品・東和薬品）
- 檜崎隆造（檜崎薬品・東和薬品）
- 井上誠司（井上一誠堂・三誠薬品）

## 沿革
- 1971年（昭和46年）9月　三誠薬品・タイコー医薬・東和薬品（現在ジェネリック医薬品メーカーの東和薬品とは無関係）の武田薬品工業筆頭取引会社3社が合併し資本金8000万円で「ケンコー産業」設立
  - 広島本社・福山営業所・呉営業所・竹原営業所・三原営業所・三次営業所・岩国営業所・可部出張所・大朝出張所・江津出張所・川本連絡所　開設
- 1972年（昭和47年）　「福山営業所」新築移転
- 1973年（昭和48年）　「防府出張所」開設
- 1976年（昭和51年）「三原営業所」新築移転
- 1977年（昭和52年）　本社を広島県広島市東区矢賀6-1-60に新築移転
- 1980年（昭和55年）　中型コンピュータFACOMを導入し総合オンライン稼動
- 1981年（昭和56年）　「三次営業所」新築移転
- 1982年（昭和57年）　「東広島出張所」開設
- 1983年（昭和58年）　「福山営業所」新築移転
- 1984年（昭和59年）　FACOM、ポータブルターミナルを導入
- 1985年（昭和60年）　「呉営業所」新築移転
- 1986年（昭和61年）　「岩国営業所」新築移転
- 1988年（昭和63年）　「山口営業所」新築移転
- 1988年（昭和63年）　本社増改築
- 1989年（平成元年）　新物流システム導入
- 1989年（平成元年）　介護用品ショールーム開設
- 1991年（平成3年）4月 - ケンコー産業と松江市に本社を置く王水堂薬品とが合併し「オーク薬品株式会社」を設立。

## 営業所
- 広島県：広島市・福山市・呉市・三次市・三原市・尾道市・東広島市
- 山口県：山口市・岩国市
- 島根県：江津市

## 主な取引メーカー
- 武田薬品工業：37%
- 第一製薬（現在・第一三共）：6%
- 稲畑産業（現在・大日本住友製薬）：6%
- 藤沢薬品工業（現在・アステラス製薬）：5%
- 大日本製薬（現在・大日本住友製薬）：4%
- 協和発酵（現在・協和発酵キリン）：4%
- 日本新薬：3%
- 台糖ファイザー（現在・ファイザー）：3%
- 小野薬品工業：2%
- 萬有製薬：2%
- 科研製薬：1%
- その他：27%